# ابن اعلم
ابوالقاسم علوی معروف به ابن اعلم، نام یک اختربین و اخترشناس قرن چهارم هجری است.

## نام و تبار
نام وی سید علی بن حسین شریف حسینی علوی و کنیه اش ابوالقاسم بوده است. ولی به  "ابن اعلم" شهرت یافته است. او در قرن چهارم می زیسته و با دربار عضدالدوله دیلمی، آل بویه همکاری علمی داشته است. گفته می‌شود که او با جعفر بن ابی‌طالب نسبت داشت.

## برجستگی علمی
او برای درستی رصدهایش مورد تحسین بود. وی زیجی تألیف کرد که دست کم تا دو قرن علاقه‌مندان بسیار داشت؛ زیج او به زیج شریفی یا زیج بغدادی مشهور بود. با اینکه کار اصلی او امروزه از دست رفته‌است اما پژوهشگران توانسته‌اند با استفاده از ارجاعاتی که از منابع عربی، پارسی و یونانی به آن شده، آن را دوباره به دست آورند.

## درگذشت
ابن اعلم در ۹۸۵ میلادی در بغداد درگذشت. 